# George Kojac
George Kojac (Nueva York, Estados Unidos, 2 de marzo de 1910-28 de mayo de 1996) fue un nadador estadounidense especializado en pruebas de estilo libre y estilo espalda, donde consiguió ser campeón olímpico en 1928 en los 100 metros.

## Carrera deportiva
En los Juegos Olímpicos de Ámsterdam 1928 ganó la medalla de oro en los 100 metros espalda, con un tiempo de 1:08.2 segundos, por delante de sus compatriotas Walter Laufer y Paul Wyatt; también ganó el oro en los relevos de 4x200 metros estilo libre, por delante de Japón y Canadá (bronce).